# منطقه‌های قطر
منطقه (انگلیسی: Zones of Qatar) در تقسیمات کشوری قطر بعد از شهرداری قرار دارد. طبق آمار سال ۲۰۱۵ در قطر ۹۵ منطقه وجود داشته‌است.